# Baikia africana
Baikia africana е вид влечуго от семейство Amphisbaenidae.

## Разпространение
Видът е разпространен в Нигерия.